# 吳克剛
吳克剛（1903年—1999年5月），台灣經濟學家、社會科學研究者、教師，法國巴黎大學畢業，留法時與巴金相過從。1930年到泉州創辦黎明高中，邀來張庚、周貽白等左翼文人。
1945年隨陳儀到台灣，任行政長官公署參議，1946年10月10日出任臺灣省圖書館館長。1947年4月1日在圖書館內設了兒童閱覽室。長期兼任國立臺灣大學教授，1955年4月30日館長卸任后專任教職。